# Aristodemo (espartano)

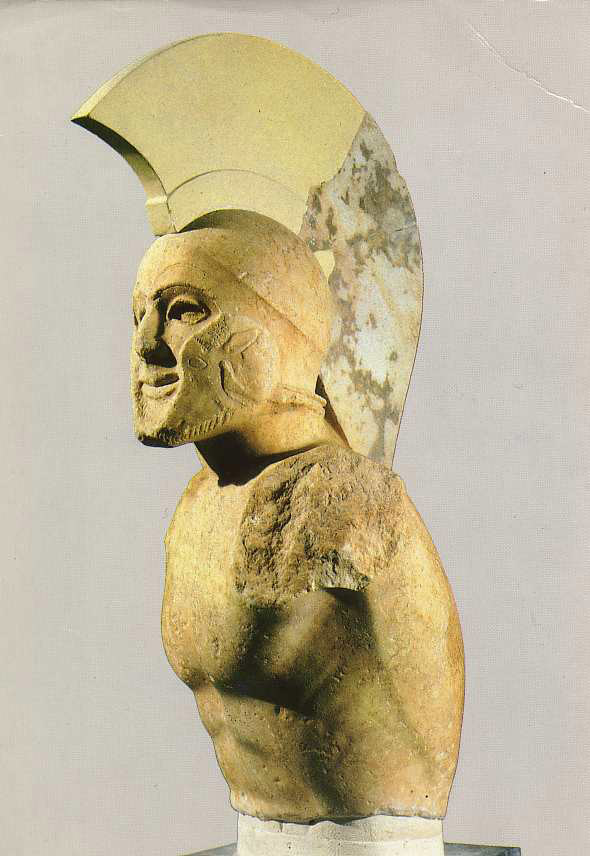
Casco espartano

Aristodemo fue un guerrero espartano, uno de los trescientos enviados a la Batalla de las Termópilas. Junto con un camarada, Éurito, Aristodemo fue afectado por una infección en el ojo. Debido a esto, el rey Leónidas ordenó a ambos regresar a Esparta antes de la batalla, pero Éurito desacató la orden, regresó al combate y murió en él.
Heródoto pensaba que si hubieran retornado ambos vivos del combate, enfermos y excusados, no serían insultados por los espartanos. Pero, al morir en combate, Éurito hizo quedar mal a Aristodemo, que no quiso volver a la lucha; porque, además, otro camarada, también superviviente al ausentarse en el choque por enviar un recado a Tesalia, expresaría en un trágico acto toda su vergüenza. Este ausente involuntario era Pantites, quien al llegar de nuevo a las Termópilas, y al ver a sus camaradas muertos, decidió quitarse la vida para prevenir la condena social que le podía significar haber sobrevivido. Pero Aristodemo no; él temía a la muerte. Debido a que Éurito había fallecido, Aristodemo fue tratado como un cobarde y sometido a la humillación y desgracia por parte de sus mismos compatriotas. Ningún espartano le hablaría o se relacionaría con él.
Ante el agravio que sintió, Aristodemo deseó profundamente un instante de gloria. En la Batalla de Platea, Aristodemo peleó con tanta furia que los espartanos lo perdonaron. Luchó en forma valerosa, desenfrenada, queriéndose llevar por delante al enemigo. Fue un verdadero demonio para sus adversarios. Pero, pese a reconocer que su lucha había sido magnífica, no lo premiaron con ninguna distinción especial, ya que peleó arriesgando su vida, de una manera suicida, y los espartanos valoraban más a quienes peleaban con deseos de seguir con vida.

## Cultura popular
En la historieta y película llamadas 300 (cómic) y 300 (película), aparece un personaje similar, llamado Dilios, quien es el encargado de contar la historia de los 300 guerreros.
En el libro de Valerio Massimo Manfredi, Talos de Esparta, aparece un personaje llamado Aristodemo. Según el libro, muere en las Termópilas junto con Leónidas I y sus 300, mientras que su hijo Brito, junto con un hilota y un igual, se salvan. De ese modo, Brito sufre todo lo que Aristodemo padeció según Heródoto: se salva en la Batalla de las Termópilas, es tratado de cobarde y rechazado por todos e intenta recuperar su honor en la Batalla de Platea.